# Joyce Anelay
Joyce Anne Anelay, née le 17 juillet 1947 à Londres, est une femme politique britannique, membre de la Chambre des lords.

## Biographie
En 2006, elle est créée pair à vie dans la pairie du Royaume-Uni en tant que « baronne Anelay de St. John's », de St. John's dans le Surrey.
Le 6 août 2014, la baronne Anelay est nommée ministre aux Affaires étrangères et au Commonwealth sous Cameron et est promue ministre d'État depuis 2016 aussi au Développement international dans le gouvernement May .

## Titres
- Miss Joyce Clarke puis Mrs Richard Anelay (1947–1990)[3]
- Mrs Richard Anelay, OBE (1990–1995)
- Dame Joyce Anelay, DBE (1995–1996)
- The Baroness Anelay of St John's, DBE (1996–2009)
- The Rt Hon. the Baroness Anelay of St John's, DBE (depuis 2009)